# Black Machine
Black Machine è un gruppo musicale composto dal trio Mario Percali, Pippo Landro e Ottorino Menardi, noto per il brano How Gee del 1991.
La canzone è stata inserita nella colonna sonora del film House of Gucci nel 2021.
Altri loro successi sono stati Funky Funky People e Jazz Machine del 1992. Nel 2018 ci fu la riedizione di How Gee per il venticinquesimo anniversario.

## Discografia

### Album in studio
- 1992 - The Album
- 1993 - Love 'N' Peace

### Raccolte
- 1991 - Double Mix
- 1993 - Double Mix

### Singoli
- 1991 - How Gee
- 1992 - Jazz Machine
- 1992 - Funky Funky People
- 1993 - Get Funky
- 1993 - Love 'N' Peace
- 1995 - You Make Me Come a Life
- 1996 - Jump Up
- 1997 - Thinkin' About You
- 1999 - Funky Banana
- 2005 - One, Two, Three, Four (How Gee) (come Black Machine 2005)
- 2018 - How Gee (25th Anniversary)